# Komitopuli

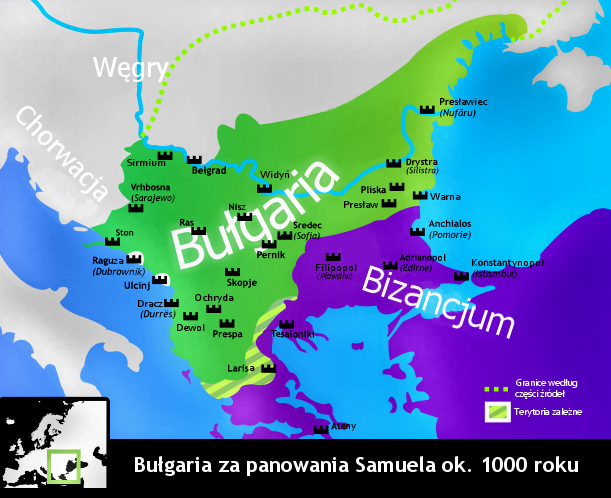
Maksymalny zasięg państwa Samuela Komitopula

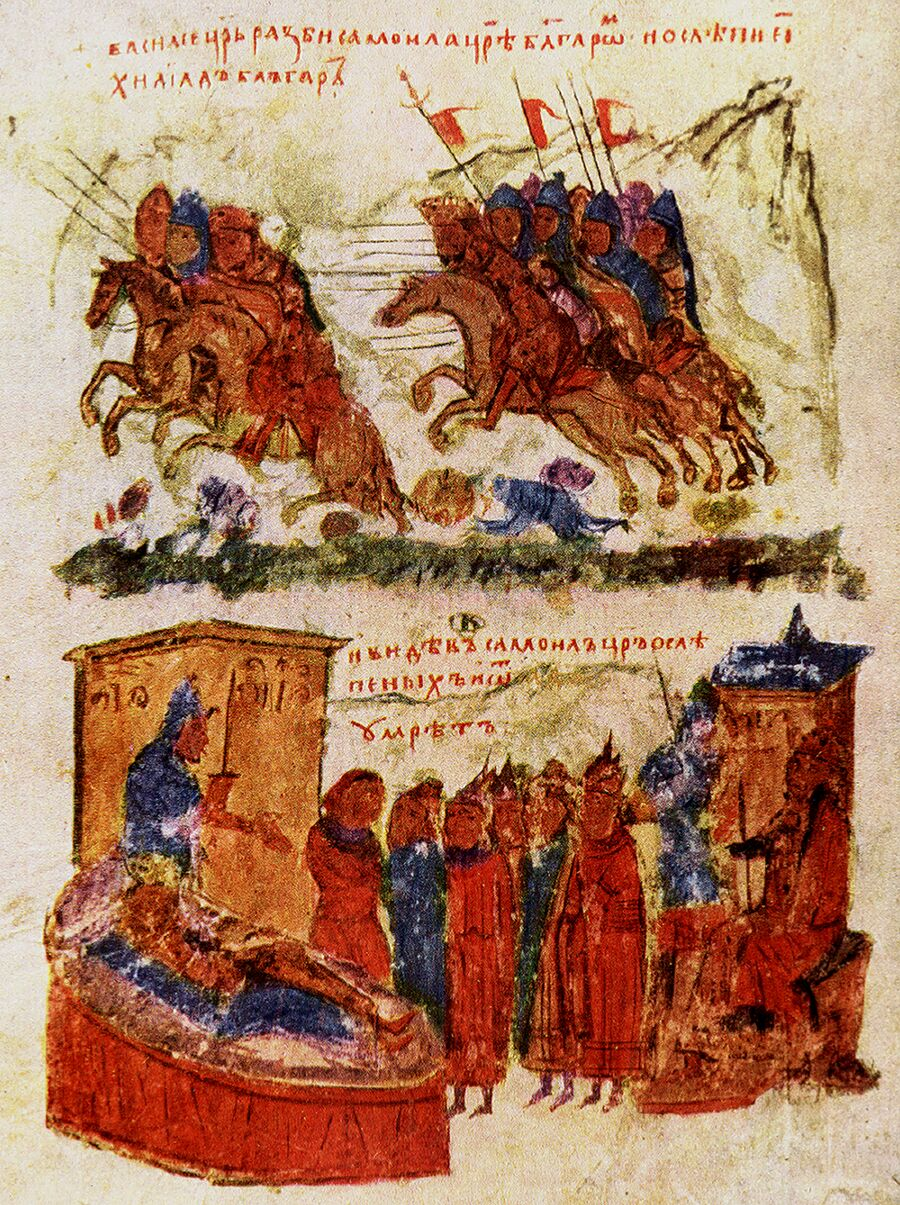
Bitwa pod Klidion i śmierć Samuela

Komitopuli (bułg. Комитопули) – dynastia, której przedstawiciele panowali w Bułgarii na przełomie X i XI wieku (w ostatnim okresie istnienia tzw. pierwszego państwa bułgarskiego.

## Historia polityczna dynastii
Pierwszym znanym przedstawicielem rodu był Nikola, zarządca (bułg. комит, stąd Komitopuli – „synowie komity”) Macedonii z ramienia cara bułgarskiego. Jego czterech synów (Dawid, Mojżesz, Aron i Samuel wobec upadku państwa bułgarskiego w starciu z Bizancjum w 971 utworzyło nowy ośrodek władzy bułgarskiej w zachodniej części państwa (na terenach dzisiejszej Macedonii Północnej), opierając się staraniom Bizancjum o włączenie tych terenów w swoje granice. Początkowo carem powstałego w ten sposób państwa został Roman, ostatni z przedstawicieli dynastii Kruma, ale faktyczną władzę od samego początku sprawował jeden z braci, Samuel Komitopul (z pozostałych, dwaj zginęli w walkach, ostatni, Aron, stanowiący zagrożenie dla pozycji Samuela został z rozkazu tego ostatniego zamordowany wraz z rodziną). Gdy Roman w 991 dostał się do niewoli bizantyjskiej, a następnie zmarł w niej w 997 Samuel sam koronował się na cara Bułgarii.
Samuel początkowo kilkakrotnie z sukcesem odpierał ataki bizantyjskie, po czym sam przeszedł do ofensywy. W ciągu kilkunastu lat zdobył liczne tereny na Bałkanach odtwarzając w dużej mierze imperium bułgarskie ery Symeona I. Opanował m.in. Albanię, Epir, Serbię i ziemie Bułgarii naddunajskiej – jego państwo, którego stolicą uczynił Ochrydę, rozciągało się od Adriatyku do Morza Czarnego. Jednak po roku 1000 sytuacja się zmieniła, odtąd to Samuel musiał opierać się coraz silniejszym atakom bizantyjskiego cesarza Bazylego II. W ciągu kilku lat Samuel utracił na rzecz swego konkurenta większość swoich zdobyczy. W 1014 Bizancjum zadało mu ostateczny cios, pokonując wojska Samuela w bitwie pod Klidion. Z rozkazu Bazylego okaleczono wszystkich jeńców bułgarskich, co dało mu przydomek „Bułgarobójcy” i co według legendy miało spowodować śmierć z apopleksji cara Samuela kilka tygodni później.
Po śmierci Samuela tron carski objął jego syn Gabriel Radomir, który wobec przewagi Bizancjum próbował zawrzeć pokój za cenę podporządkowania się Bazylemu. Został jednak w 1015 zamordowany przez Iwana Władysława, syna jednego z braci Samuela, który objął władzę. Jednak już w 1018 zginął on podczas walk przeciwko Bizantyjczykom. Resztki państwa bułgarskiego zostały wówczas włączone w granice Cesarstwa Bizantyjskiego.
Synem Gabriela Radomira miał być Piotr Delian, przywódca powstania bułgarskiego w 1040, który ogłosił się carem Bułgarii.

## Związki rodzinne

### Synowie Mikołaja
Komita Mikołaj miał z żoną Ripsymią czterech synów: Dawida, Mojżesza, Aarona i Samuela.
- Dawid Komitopul zginął około 976 roku pomiędzy Kastorią a Prespą z rąk zbójców wołoskich.
- Mojżesz Komitopul zginął w 976 lub w 977 roku przy zdobywaniu twierdzy Serres[1].
- Aron Komitopul został zamordowany wraz z rodziną na zamku w Razmetanicy na rozkaz najmłodszego z braci Samuela. Spośród dzieci Aarona ocalał tylko jeden syn Iwan Władysław, za którym wstawił się syn Samuela, Gabriel Radomir[2].
- Po śmierci braci Samuel objął samodzielnie władzę w państwie, a około 997 r. koronował się na cara Bułgarii (997-1014).

Samuel Komitopul poślubił córkę Jana Chryzeliosa dowódcy Dracza Agatę, z którą miał pięcioro dzieci: Gabriela Radomira, Teodorę Kosarę, Mirosławę oraz dwie nieznane z imienia córki
- Teodora Kosara poślubiła około 998 roku księcia Dukli Jana Włodzimierza. Po zamordowaniu męża przez Iwana Władysława, przebywała w Kastorii, skąd trafiła po upadku Bułgarii na dwór cesarski.
- Mirosława mniej więcej w tym samym czasie wyszła za mąż za Aszota, syna Grzegorza księcia Taronu. W 1005 roku zbiegła wraz z mężem na dwór cesarski do Konstantynopola[3].

### Gabriel Radomir i Iwan Władysław
Gabriel Radomir był dwukrotnie żonaty:
- z nieznaną z imienia córką władcy węgierskiego Stefana I miał syna Piotra Deliana.
- z Ireną z Larissy miał siedmioro nieznanych z imienia dzieci: pięciu synów i dwie córki. Wszyscy siedmioro po upadku Bułgarii znaleźli się w Konstantynopolu[4].

Iwan Władysław z żoną Marią miał 12 dzieci: Presjana, Ałusijana, Aarona, Trajana, Radomira, Katarzynę, nieznanego z imienia syna oraz 5 nieznanych z imienia córek.

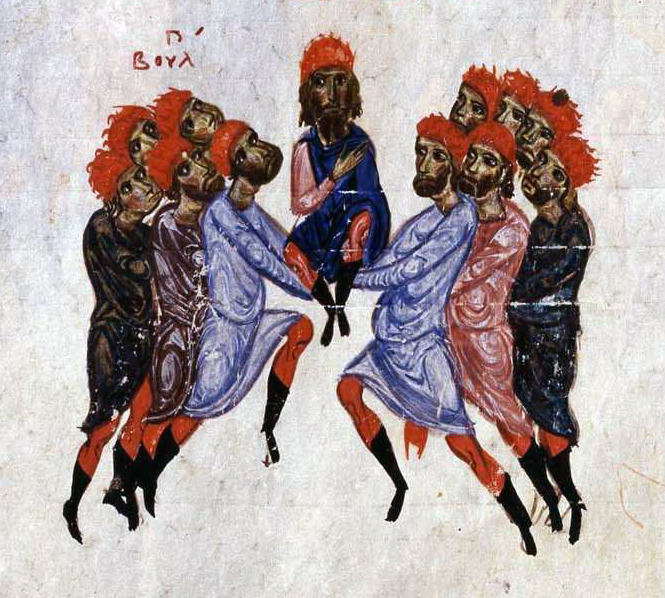
Koronacja Piotra Deliana

Po śmierci Samuela władzę w państwie objął Gabriel Radomir, zamordowany w sierpniu 1015 roku przez Iwana Władysława, który oślepił również najstarszego syna Gabriela i Ireny – ewentualnego pretendenta do tronu. Iwan Władysław rządził państwem do lutego 1018 roku. Po jego śmierci jego współpracownicy poddali kraj cesarzowi bizantyńskiemu. Synowie Iwana Władysława: Presjan, Ałusijan i Aaron przez krótki czas próbowali w górach albańskich stawić opór Bizancjum. Ostatecznie wszyscy znaleźli się na dworze cesarskim w Konstantynopolu.
- Presjan zarządzał potem temem Bukelarion. W 1030 roku za spisek mający na celu objęcie władzy cesarskiej został oślepiony i zesłany do klasztoru.
- Ałusijan został patrycjuszem i zarządcą Teodozjopola. Zbiegł stamtąd po wybuchu powstania antybizantyńskiego w Bułgarii, na którego czele stanął w 1040 roku jego kuzyn Piotr Delian, koronowany na cara Bułgarów. W 1041 roku Piotr Delian zginął z ręki Ałusijana, który objął przywództwo powstania i jeszcze w tym samym roku poddał się Bizantyńczykom[7].
- Aaron otrzymał tytuł magistra i zarządzał Iwerią i Edessą,
- Katarzyna poślubiła cesarza Izaaka I Komnena (1057-1059), z którym miała dwoje dzieci Manuela i Marię.

### Następne pokolenia
Ałusijan miał troje dzieci:
- Bazyli został magistrem i strategiem Edessy.
- Samuel był westarchą a następnie dowódcą wojsk romejskich w Armenii.
- nieznana z imienia córka Ałusijana wyszła za mąż za Romana Diogenesa przed objęciem przez niego tronu cesarskiego w 1067 roku. Syn z tego małżeństwa Konstantyn poślubił potem Teodorę Komnenę, siostrę cesarza Aleksego I Komnena.

Aaron miał dwóch synów:
- Teodora, który został strategiem temu Taron.
- i Radomira
  - Syn Radomira Aaron Teodor brał udział w spisku przeciw cesarzowi Aleksemu I Komnenowi w 1107 roku.

Trajan miał córkę Marię.
- Maria wyszła za mąż za Annika Dukasa, syna cezara Jana Dukasa i brata cesarza Konstantyna X Dukasa (1059-1067). Maria i Annik mieli pięcioro dzieci:
  - Irena wyszła za mąż za cesarza Aleksego I Komnena (1081-1118).
  - Maria za Jerzego Paleologa.
  - Teodora została mniszką.
  - Michał Dukas był protostratorem.
  - a Jan Dukas zarządzał z ramienia cesarza Bułgarią w latach 1090-1092[5].

## Drzewo genealogiczne dynastii[8]
|                                                        |                                                        |                                    |                                                             |                                                             |                                               |                                               |                                               |                              |                                 |                                         |                                         |
| komita Mikołaj                                         | komita Mikołaj                                         | komita Mikołaj                     | komita Mikołaj                                              |                                                             |                                               | Ripsymia                                      | Ripsymia                                      | Ripsymia                     | Ripsymia                        |                                         |                                         |
|                                                        |                                                        |                                    |                                                             |                                                             |                                               |                                               |                                               |                              |                                 |                                         |                                         |
|                                                        |                                                        |                                    |                                                             |                                                             |                                               |                                               |                                               |                              |                                 |                                         |                                         |
|                                                        |                                                        |                                    |                                                             |                                                             |                                               |                                               |                                               |                              |                                 |                                         |                                         |
| Dawid                                                  | Dawid                                                  | Mojżesz                            | Mojżesz                                                     | Aaron                                                       | Aaron                                         | Samuel (panował 997–6 października 1014)      | Samuel (panował 997–6 października 1014)      | Agata córka Jana Chryzeliosa | Agata córka Jana Chryzeliosa    |                                         |                                         |
|                                                        |                                                        |                                    |                                                             |                                                             |                                               |                                               |                                               |                              |                                 |                                         |                                         |
|                                                        |                                                        |                                    |                                                             |                                                             |                                               |                                               |                                               |                              |                                 |                                         |                                         |
|                                                        |                                                        |                                    |                                                             |                                                             |                                               |                                               |                                               |                              |                                 |                                         | ?                                       |
|                                                        |                                                        |                                    |                                                             |                                                             |                                               | Teodora Kosara                                | Teodora Kosara                                | Mirosława                    | Mirosława                       | 2 nieznane córki                        | 2 nieznane córki                        |
|                                                        |                                                        |                                    |                                                             |                                                             |                                               |                                               |                                               |                              |                                 |                                         |                                         |
| Maria                                                  | Maria                                                  | Iwan Władysław (panował 1015–1018) | Iwan Władysław (panował 1015–1018)                          | Gabriel Radomir (zm. 1015, panował 1014-1015)               | Gabriel Radomir (zm. 1015, panował 1014-1015) | 1. NN córka Stefana I węgierskiego            | 1. NN córka Stefana I węgierskiego            | 2. Irena z Larissy           | 2. Irena z Larissy              |                                         |                                         |
|                                                        |                                                        |                                    |                                                             |                                                             |                                               |                                               |                                               |                              |                                 |                                         |                                         |
|                                                        |                                                        |                                    |                                                             |                                                             | 1                                             | 1                                             | 2                                             | 2                            | 2                               | 2                                       |                                         |
|                                                        |                                                        |                                    |                                                             | Piotr Delian (zm. 1041)                                     | Piotr Delian (zm. 1041)                       | 5 nieznanych synów                            | 5 nieznanych synów                            | 2 nieznane córki             | 2 nieznane córki                |                                         |                                         |
|                                                        |                                                        |                                    |                                                             |                                                             |                                               |                                               |                                               |                              |                                 |                                         |                                         |
|                                                        |                                                        |                                    |                                                             |                                                             |                                               |                                               |                                               |                              |                                 |                                         |                                         |
|                                                        |                                                        |                                    |                                                             |                                                             |                                               |                                               |                                               |                              |                                 |                                         |                                         |
|                                                        | Ałusijan zarządca Teodozjopola                         | Ałusijan zarządca Teodozjopola     |                                                             | Aaron książę Edessy                                         | Aaron książę Edessy                           |                                               | Radomir                                       | Radomir                      | Katarzyna żona Izaaka I Komnena | Katarzyna żona Izaaka I Komnena         |                                         |
| Presjan zarządca temu Bukelarion                       | Presjan zarządca temu Bukelarion                       |                                    |                                                             |                                                             |                                               | Trajan                                        | Trajan                                        | nieznany syn                 | nieznany syn                    | 5 nieznanych córek                      | 5 nieznanych córek                      |
|                                                        |                                                        |                                    |                                                             |                                                             |                                               |                                               |                                               |                              |                                 |                                         |                                         |
|                                                        |                                                        |                                    |                                                             |                                                             |                                               |                                               |                                               |                              |                                 |                                         |                                         |
| córka żona cesarza Romana IV Diogenesa                 | córka żona cesarza Romana IV Diogenesa                 | Bazyli zarządca Edessy             | Bazyli zarządca Edessy                                      | Teodor zarządca temu Taron                                  | Teodor zarządca temu Taron                    | Maria żona brata cesarza Konstantyna X Dukasa | Maria żona brata cesarza Konstantyna X Dukasa | Manuel                       | Manuel                          | Maria                                   | Maria                                   |
|                                                        | Samuel dowódca w Armenii                               | Samuel dowódca w Armenii           | Radomir książę                                              | Radomir książę                                              |                                               |                                               |                                               |                              |                                 |                                         |                                         |
|                                                        |                                                        |                                    |                                                             |                                                             |                                               |                                               |                                               |                              |                                 |                                         |                                         |
|                                                        |                                                        |                                    |                                                             |                                                             |                                               |                                               |                                               |                              |                                 |                                         |                                         |
| Konstantyn żonaty z siostrą cesarza Aleksego I Komnena | Konstantyn żonaty z siostrą cesarza Aleksego I Komnena |                                    | Aaron Teodor spiskowiec przeciw Aleksemu I Komnenowi w 1107 | Aaron Teodor spiskowiec przeciw Aleksemu I Komnenowi w 1107 |                                               | Irena żona Aleksego I Komnena                 | Irena żona Aleksego I Komnena                 | Teodora mniszka              | Teodora mniszka                 | Jan Dukas zarządca Bułgarii (1090-1092) | Jan Dukas zarządca Bułgarii (1090-1092) |
|                                                        |                                                        |                                    |                                                             |                                                             |                                               |                                               | Maria żona Jerzego Paleologa                  | Maria żona Jerzego Paleologa | Michał Dukas protostrator       | Michał Dukas protostrator               |                                         |